# Горячие головы!
«Горячие головы!» (англ. Hot Shots!) — американский художественный фильм 1991 года, пародия на фильм «Лучший стрелок» и другие «армейские» фильмы США. Режиссёр Джим Абрахамс.

## Сюжет
Лётчика-аса  Топпера Харли (Чарли Шин) всю жизнь преследует комплекс из-за несчастного случая, связанного с его отцом, по вине которого погиб лётчик  по прозвищу «Почтальон». Топпер - настоящий ас, но при любом сравнении  с отцом он срывается и теряет над собой контроль. После ухода из ВВС Топпер перебирается в индейское поселение, где  его прозывают «Пушистая кроличья лапка». Джеймс Блок, сослуживец его отца,  находит Топпера и  призывает вернуться на службу. Военные собирают группу лучших пилотов для проведения военной операции в Ираке (названной «Сонный горностай») на новейших реактивных самолётах.
Вернувшись в ВВС,  Харли начинает конфликтовать с лейтенантом Кентом Грегори (Кэри Элвес), чей отец,  летчик «Почтальон», погиб по вине отца Топпера. Также Топпер знакомится  с прекрасной наездницей — Рамадой Томпсон (Валерия Голино). Рамада — психолог в военной части, в которую направляется Счастливчик. Топпер влюбляется в неё, но  поначалу Рамада даёт отрицательную характеристику на него, но постепенно Топпер  начинает ей нравиться и она меняет свое мнение о нем. После нескольких несчастных случаев во время учебных вылетов и гибели сослуживца — Пита «Покойника», Топпер  собирается покинуть часть и вообще ВВС.
Перед проведением боевой операции противники поставки новых самолётов проводят на авианосце диверсию, портя системы готовившихся самолётов. Как оказалось, Джеймс Блок находился в сговоре и вызвал Топпера, чтобы тот из-за своего комплекса провалил операцию. Во время ее проведения Джеймс Блок, получив ранение, решает рассказать  всю правду о том несчастном случае, что отец  Топпера  пытался спасти  «Почтальона». Топпер справляется с комплексом и выполняет операцию успешно, уничтожив вражеские истребители и сбросив бомбу на Саддама Хусейна.  После этого Топпер возвращается  в поселение индейцев, а там его ждет возлюбленная — Рамада.
Фильм  завершается вылетом  реактивного самолета и показом лиц погибших на фоне заката, среди них: Пит Томпсон «Покойник», «Почтальон» и  Элвис Пресли.

## В ролях
| Актёр                   | Роль                                                               |
| ----------------------- | ------------------------------------------------------------------ |
| Чарли Шин               | Лейтенант Шон Харли позывной "Topper" ("Счастливчик")              |
| Кэри Элвес              | Лейтенант Кент Грегори позывной "Pirate" ("Пират")                 |
| Валерия Голино          | Рамада Томпсон                                                     |
| Ллойд Бриджес           | Адмирал Томас Бенсон позывной "Tug" ("Буксир")                     |
| Кевин Данн              | Лейтенант-коммандер Джеймс Блок позывной "Eyewitness" ("Очевидец") |
| Джон Крайер             | лейтенант Джим Пфаффенбах позывной "Wash Out" ("Отстой")           |
| Уильям О'Лири           | младший лейтенант Пит Томпсон позывной "Dead Meat" ("Покойник")    |
| Кристи Суонсон          | младший лейтенант Джанет Ковальски позывной "Bio" ("Био")          |
| Ефрем Цимбалист младший | Уилсон                                                             |
| Билл Ирвин              | Лейтенант-коммандер Леланд Харли позывной "Buzz" ("Жужжалка")      |
| Джерри Халева           | президент Ирака Саддам Хусейн                                      |

## Пародированные фильмы
- «Лучший стрелок»
- «Танцующий с волками»
- «Очевидец»
- «Офицер и джентльмен»
- «Парни что надо»
- «Цельнометаллическая оболочка»
- «9 1/2 недель»
- «Рокки»
- «Унесенные ветром»
- «Супермен»
- «Касабланка»
- «Люби меня нежно»